# Carcano 91/24
Le Carcano M91/24 était une évolution du fusil Carcano M91, qui utilisait une version perfectionnée - par le lieutenant-colonel Salvatore M. Carcano et l'ingénieur Paravicino - du système à répétition Mannlicher. La majorité de ces armes furent produites à la manufacture de Brescia.

## Caractéristiques
Il s'agit de l'évolution du Carcano Mle 1891 TS.